# دوري شباب أوروبا
دوري شباب أوروبا (بالإنجليزية: UEFA Youth League) ويطلق عليه أحياناً دوري أبطال أوروبا للشباب، هي مسابقة لكرة القدم للأندية سنوية ينظمها الاتحاد الأوروبي لكرة القدم منذ 2013. في شكلها الحالي، يتنافس عليها فرق الشباب (تحت 19) التابعة للأندية المتأهلة دوري أبطال أوروبا بالمشاركة بالبطولة، بالإضافة إلى أبطال الشباب المحليين من الاتحادات الوطنية الأفضل تصنيفًا.
تقام مباريات نصف النهائي والنهائي بشكل تقليدي على ملعب كولوفري في نيون، سويسرا. تم منح الفائزين جائزة لينارت يوهانسون، التي سميت على شرف رئيس الاتحاد الأوروبي لكرة القدم السابق.
يُعتبر نادي برشلونة أكثر الأندية تتويجاً بالبطولة إذ حقّق ثلاثة ألقاب، حيث فاز بالنسخة الافتتاحية للمسابقة، وحقق لقبه الثاني في 2018 والثالث في 2025. ويُعد برشلونة حامل اللقب الحالي بعد تغلبه على طرابزون سبور التركي 4–1 في نهائي 2025.

## نظام البطولة

مجسم رقمي لجائزة دوري شباب أوروبا

في النسخة الأولى من البطولة دوري شباب أوروبا 2013–14، الفرق المشاركة وُضعت في مجموعة طبقاً للأصل لمجموعات دوري أبطال أوروبا، و ستلعب دور المجموعات في نفس موعد مباريات دوري أبطال أوروبا. أبطال المجموعات الثمانية وأصحاب المركز الثاني، سيتأهلون للأداور الإقصائية. لكن على عكس بطولة دوري أبطال أوروبا، فإن الأداور الإقصائية ستيم تحديد الفائز فيها من خلال مباراة واحدة فقط، وستلعب في ملعب محايد.
استطاع نادي برشلونة الفوز بالنسخة الأولى من المسابقة بعدما تغلب على نادي بنفيكا في اللقاء الذي أقيم في مدينة نيون السويسرية، مقر الاتحاد الأوروبي لكرة القدم.

## قائمة النهائيات
- أقيمت جميع المباريات النهائية حتى الآن على ملعب كولوفري، نيون، سويسرا.

| الموسم  | البطل           | النتيجة | الوصيف           | الخاسرون في نصف النهائي        |
| ------- | --------------- | ------- | ---------------- | ------------------------------ |
| 2013–14 | برشلونة         | 3–0     | بنفيكا           | ريال مدريد شالكه               |
| 2014–15 | تشيلسي          | 3–2     | شاختار دونيتسك   | أندرلخت روما                   |
| 2015–16 | تشيلسي          | 2–1     | باريس سان جيرمان | أندرلخت ريال مدريد             |
| 2016–17 | ريد بل سالزبورغ | 2–1     | بنفيكا           | برشلونة ريال مدريد             |
| 2017–18 | برشلونة         | 3–0     | تشيلسي           | مانشستر سيتي بورتو             |
| 2018–19 | بورتو           | 3–1     | تشيلسي           | برشلونة هوفنهايم               |
| 2019–20 | ريال مدريد      | 3–2     | بنفيكا           | أياكس أمستردام ريد بل سالزبورغ |
| 2020–21 |                 | أُلغيت   |                  |                                |
| 2021–22 | بنفيكا          | 6–0     | ريد بل سالزبورغ  | أتليتكو مدريد يوفنتوس          |
| 2022–23 | إيه زد ألكمار   | 5–0     | هايدوك سبليت     | إيه سي ميلان سبورتنغ لشبونة    |
| 2023–24 | أولمبياكوس      | 3–0     | إيه سي ميلان     | نانت بورتو                     |
| 2024–25 | برشلونة         | 4–1     | طرابزون سبور     | إيه زد ألكمار ريد بل سالزبورغ  |

## الفائزون

شعار البطولة من 2013 إلى 2015

### حسب الأندية
| الفريق           | مرات التتويج | مرات الوصافة | سنوات البطولة    | سنوات الوصافة    |
| ---------------- | ------------ | ------------ | ---------------- | ---------------- |
| برشلونة          | 3            | 0            | 2014، 2018، 2025 | –                |
| تشيلسي           | 2            | 2            | 2015، 2016       | 2018، 2019       |
| ريد بل سالزبورغ  | 1            | 1            | 2017             | 2022             |
| بنفيكا           | 1            | 3            | 2022             | 2014، 2017، 2020 |
| بورتو            | 1            | 0            | 2019             | –                |
| ريال مدريد       | 1            | 0            | 2020             | –                |
| إيه زد ألكمار    | 1            | 0            | 2023             | –                |
| أولمبياكوس       | 1            | 0            | 2024             | –                |
| باريس سان جيرمان | 0            | 1            | –                | 2016             |
| شاختار دونيتسك   | 0            | 1            | –                | 2015             |
| هايدوك سبليت     | 0            | 1            | –                | 2023             |
| إيه سي ميلان     | 0            | 1            | –                | 2024             |
| طرابزون سبور     | 0            | 1            | –                | 2025             |

### حسب البلد
| البلد    | التتويح باللقب | الوصافة | سنوات البطولة          | سنوات الوصافة    |
| -------- | -------------- | ------- | ---------------------- | ---------------- |
| إسبانيا  | 4              | 0       | 2014، 2018، 2020، 2025 | —                |
| إنجلترا  | 2              | 2       | 2015، 2016             | 2018، 2019       |
| البرتغال | 2              | 3       | 2019                   | 2014، 2017، 2020 |
| النمسا   | 1              | 1       | 2017                   | 2022             |
| هولندا   | 1              | 0       | 2023                   | —                |
| اليونان  | 1              | 0       | 2024                   | —                |
| أوكرانيا | 0              | 1       | —                      | 2015             |
| فرنسا    | 0              | 1       | —                      | 2016             |
| كرواتيا  | 0              | 1       | —                      | 2023             |
| إيطاليا  | 0              | 1       | —                      | 2024             |
| تركيا    | 0              | 1       | —                      | 2025             |

## البث

### 2018–2021
يتم بث ما يصل إلى أربع مباريات في الأسبوع (بإجمالي 39 مباراة في الموسم) من خلال قناة UEFA.tv في الأسواق غير المباعة مع توفر أبرز الملخصات في جميع المناطق.

#### أوروبا
| البلد / المنطقة                                                          | البث               |
| ------------------------------------------------------------------------ | ------------------ |
| ألبانيا                                                                  | ترينج سبورت إتش دي |
| النمسا                                                                   | بلس 4              |
| دول البلقان - البوسنة والهرسك - كرواتيا - الجبل الأسود - مقدونيا - صربيا | أرينا سبورت        |
| دول البلطيق - إستونيا - لاتفيا - ليتوانيا                                | تي في3 سبورت       |
| بلجيكا                                                                   | بروكسيموس          |
| قبرص                                                                     | سايتافيجنINT       |
| فرنسا                                                                    | أر أم سي سبورت     |
| لوكسمبورغ                                                                | أر أم سي سبورت     |
| موناكو                                                                   | أر أم سي سبورت     |
| ألمانيا                                                                  | سبورت1             |
| اليونان                                                                  | كوزموت سبورت       |
| جمهورية أيرلندا                                                          | بي تي سبورت        |
| المملكة المتحدة                                                          | بي تي سبورت        |
| إسرائيل                                                                  | سبورت5             |
| إيطاليا                                                                  | ميدياستINT         |
| إيطاليا                                                                  | سكاي سبورت         |
| كوسوفو                                                                   | كوجتيسا            |
| البلدان النوردية - الدنمارك - فنلندا - النرويج - السويد                  | إن إي إن تي        |
| بولندا                                                                   | بولسات             |
| البرتغال                                                                 | كاناو 11INT        |
| البرتغال                                                                 | إليفن سبورتس       |
| رومانيا                                                                  | تليكوم سبورت       |
| رومانيا                                                                  | ديجي سبورت         |
| روسيا                                                                    | ماتش تي في         |
| إسبانيا                                                                  | موفيستار           |
| أوكرانيا                                                                 | فوتبول تي في       |

#### خارج أوروبا
| البلد / المنطقة | البث              |
| --- | ----------------- |
| البرازيل | لايف أف سيINT     |
| الشرق الأوسط وشمال أفريقيا | بي إن سبورتس      |
| الكاريبي | إي إس بي إن       |
| بلدان أمريكا اللاتينية المختارة - كولومبيا - كوستاريكا - جمهورية الدومينيكان - الإكوادور - السلفادور - غواتيمالا - هندوراس - المكسيك - نيكاراجوا - بنما - باراغواي - بيرو - بورتوريكو - أوروغواي - فنزويلا               | إي إس بي إن       |
| كندا | دازن (عبر غول)INT |
| اليابان | دازن (عبر غول)INT |
| بلدان جنوب شرق آسيا المختارة - بروناي - كمبوديا - لاوس - ماليزيا - الفلبين - سنغافورة - تايلاند | دازن (عبر غول)INT |
| تايوان | دازن (عبر غول)INT |
| الصين | بي بي تي في       |
| كوستاريكا | فيسبوك            |
| أقاليم ما وراء البحار الفرنسية - غويانا الفرنسية - بولينزيا الفرنسية - French Southern and Antarctic Lands - جوادلوب - مارتينيك - Mayotte - كاليدونيا الجديدة - Réunion - Saint Martin - سان بيار وميكلون - والس وفوتونا | أر أم سي سبورت    |
| إندونيسيا | داروم ميدياIDN    |
| تيمور الشرقية | داروم ميدياIDN    |
| الولايات المتحدة | بي أر لايفUSA     |

^IDN– انتقلت تغطية الجولة الفاصلة لموسم 2018–19 حتى مرحلة المجموعات 2019–20 مباشرة على سوبر سوكر تي في (IDN فقط)، من 2019–20 فصاعدًا إلى Mola TV.V.
^INT– فقط لموسمي 2019–20 و 2020–21.
^USA– تم بثه حتى دور الـ16 في موسم 2019–20 فقط، من ربع النهائي في موسم 2019–20 فصاعدًا انتقل إلى UEFA.tv

### 2021–2024

#### أوروبا
يُحدد لاحقًا

#### خارج أوروبا
| البلد / المنطقة  | البث                     |
| ---------------- | ------------------------ |
| الولايات المتحدة | يُحدد لاحقًا (بالإنجليزية) |
| الولايات المتحدة | TUDN (بالإسبانية)        |

### 2021–2024

#### أوروبا
يُحدد لاحقًا

#### خارج أوروبا
| البلد / المنطقة  | البث                     |
| ---------------- | ------------------------ |
| الولايات المتحدة | يُحدد لاحقًا (بالإنجليزية) |
| الولايات المتحدة | TUDN (بالإسبانية)        |

## وصلات خارجية
- دوري شباب أوروبا